# 송림동
송림동(松林洞)은 인천광역시 동구에 위치한 법정동이자 5개 행정동(송림1동·2동·3.5동·4동·6동)의 통칭이다. 동구 생활의 중심지로 지리적 중앙이며, 금융, 상권이 집중되어 교통의 중심지이기도 하다. 고지대는 저소득 주민 집단 거주지로 송림제2, 3, 3-1 재개발 구역이 있다.

## 개요
송림동은 옛날에는 다소면 송림리로 이 지역은 가장 오래전부터 사람이 살던 곳이었다. ‘송림’이란 마을 뒷산인 만수산(현 수도국산)의 소나무가 많다는 뜻으로 지형에 의해 송림1동은 송림골로 불리었다. 송림1동은 예로부터 부모에게 효도하는 인물이 많고, 높은 학구열로 학자나 벼슬한 사람을 많이 배출하여 주위의 부러움을 사는 마을이었다. 1946년 9월 정부수립 이후 인천부 송림정을 인천시 송림동으로 개칭하였다.
송림1동은 송림동의 대표동이며 동구의 중심으로 동인천과 인접해있어 교통이 편리하고, 수도국산 일대가 주거환경 개선사업으로 대단지 아파트 및 송현근린공원으로 조성되어 있어 쾌적한 주거환경을 제공하고 있다. 지금은 노후된 주택밀집지역이지만 송림초등학교 주변 주거환경 개선사업과 송림1,2동 재개발사업이 진행 중이라 향후 완공이 되면 쾌적한 동네가 조성될 것으로 기대된다.
현재의 송림2동이 1945년 8월 15일 송림5동과 통합, 1955년 9월 30일 송림2동과 송림3동이 분리와 동시에 송림1, 2동으로 재통합 되었으며 1970년 송림1·2동을 송림1동과 송림2동으로 분동하여 현재에 이르고 있다.
1968년 7월 1일 대도시 분동계획에 의거 송림3동을 서부동으로 개칭하였다. 1977년 5월 10일 송림3동으로 개칭하고, 송림3부동을 송림5동으로 개칭하였고, 1999년 10월 27일 송림3.5동으로 통합하여 현재에 이르고 있다.
송림6동은 1970년 7월 1일 동구 송림4동에서 궁현동으로 분동하였으며, 1977년 인천시 동 명칭변경에 따라 동구 송림6동으로 개칭하였고, 1981년 7월 1일 인천직할시 승격에 따라 인천직할시 동구 송림6동으로 명칭을 변경하였고, 1995년 1월 1일 인천광역시 명칭에 따라 인천광역시 동구 송림6동으로 변경하여 현재에 이르고 있다.

## 교육
- 서흥초등학교
- 서림초등학교
- 송림초등학교
- 동명초등학교
- 동산중학교
- 동산고등학교
- 재능대학교

## 주거
- 송림풍림아이원
- 동산휴먼시아 1·2단지
- 송림주공아파트
- 송림누리아파트

## 볼거리
- 수도국산 달동네 박물관